# コノリー (駆逐艦)
|          | |
| 艦歴     | |
| 発注     | 1974年1月15日 |
| 起工     | 1975年9月29日 |
| 進水     | 1977年6月3日 |
| 就役     | 1978年10月14日 |
| 退役     | 1998年9月18日 |
| 除籍     | 1998年9月18日 |
| その後   | 2009年4月29日に標的艦として海没処分 |
| 性能諸元 | |
| 排水量   | 8,040 トン |
| 全長     | 172 m (563 ft) |
| 水線長   | 61 m (529 ft) |
| 全幅     | 16.8 m (55 ft) |
| 吃水     | 8.8 m (29 ft) |
| 機関     | COGAG方式、2軸推進 ゼネラル・エレクトリック LM2500 4基、80,000shp |
| 最大速力 | 32.5+ ノット (60 km/h) |
| 航続距離 | 6,000 海里 (11,000km、20kt/h) 3,300 海里 (6,000km、30kt/h) |
| 乗員     | 士官19名、兵員315名 |
| 兵装     | 54口径Mk.45 5インチ単装砲 2基 Mk.143 4連装装甲発射機（トマホーク SLCM用）2基 Mk.112 アスロック 8連装発射機 1基（後日撤去） Mk.29シースパローIBPDMS 8連装発射機 1基 Mk.15 20mmファランクスCIWS 2基 Mk.141 ハープーンSSM 4連装発射筒 2基 Mk.32 短魚雷3連装発射管 2基 |
| 搭載機   | SH-2F LAMPSI(改装後SH-60B シーホークLAMPSIII)2機搭載可能 |
| モットー | Leading The Wayr |

USSコノリー (USS Conolly, DD-979) は、アメリカ海軍の駆逐艦。スプルーアンス級駆逐艦の17番艦。艦名はリチャード・ランシング・コノリー提督に因む。

## 艦歴
コノリーは1975年9月29日にミシシッピ州パスカグーラのインガルス造船所で起工、1977年6月3日に進水、1978年10月14日に就役した。
1980年8月から12月までコノリーは中東派遣部隊の一部として展開した。1981年10月から1982年2月まで再び同様の任務に就き、その後1982年9月に再び地中海に展開、この際はレバノン沖での作戦任務にも従事した。
1983年6月、南米諸国との毎年の合同演習「UNITAS XXIV」に参加する。コノリーは中南米諸国の港を訪問し、各国海軍との訓練を行った後、12月に帰還した。
1984年の改装工事でトマホーク巡航ミサイルによる対地攻撃能力が付与された。SH-60が実用化されると、搭載機による対艦対潜能力が向上した。しかし、Mk 112アスロック発射機は、左右の甲板に設置されたトマホーク用のMk.143 装甲発射機により、旋回範囲が制限され実用性を失ったことから撤去された。また、後に開発されたMk.41VLS（Vertical Launch missile system, 垂直発射システム）が最大61発のトマホークとアスロックを搭載できるのに対し、Mk.143 装甲発射機は1基でトマホークのみ4発と少ない。そのため、Mk.143 装甲発射機2基を搭載した本艦は、Mk.41VLSを搭載した艦より早く退役することになった。
1985年10月に再び中東派遣部隊の一部として展開する。任務終了後1986年4月に帰還し、1987年6月に再び地中海に展開、その後1989年と1992年にも同部隊と共に展開した。1993年にはハイチに対する国連制裁に加わり、サポート・デモクラシー作戦を支援した。
コノリーは1994年6月6日から6月10日までフランスで開催された第二次世界大戦戦勝記念祭に参加した。同年、イラクに対する国連制裁支援のためアラビア半島に展開、海上封鎖に従事した。配備中の1994年7月12日、62名の船員が乗るパナマ船籍のフェリーAl Loloaが火災を生じ、救難要請を受けたコノリーは救助のため現場に急行した。61名のエジプト人船員は船を放棄し、すでに5艘の救命筏に分乗、退避していた。コノリーの救助チームはAl Loloaに乗船し、火災が手を付けられない状態にあることを確認した。艦に戻る前にチームは行方不明であった船員1名を無事発見した。
コノリーは1998年9月18日に退役し同日除籍された。しばらくフィラデルフィアの海軍艦艇保管施設で保管され、イリノイ州ウォーキガンで博物館船として公開する案も浮上したが、2009年4月29日に標的艦として海没処分された。